# GIMPS

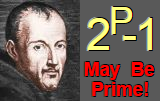
Logo di GIMPS

GIMPS è l'acronimo di Great Internet Mersenne Prime Search (Grande ricerca su Internet dei numeri primi di Mersenne) ed è un progetto di calcolo distribuito con lo scopo di ricercare numeri primi di Mersenne, ovvero numeri primi nella forma {\displaystyle 2^{p}-1}, dove p è a sua volta un numero primo.
Si può dimostrare facilmente, infatti, che se {\displaystyle 2^{p}-1} è un numero primo, allora lo è anche p (mentre l'implicazione inversa non è vera).
Il progetto è stato creato nel 1996 da George Woltman e ha la sua base operativa ad Orlando, Florida (U.S.A.).
Il GIMPS utilizza la potenza di calcolo dei computer di molti volontari in tutto il mondo che utilizzano un programma ottimizzato per la verifica della primalità di un numero di Mersenne.

## Successi del GIMPS
Finora il GIMPS ha scoperto 18 numeri primi di Mersenne, portando così a 52 il totale dei numeri primi di Mersenne noti.
I numeri trovati sono riportati in tabella in ordine di scoperta e non di grandezza e sono scritti nella forma Mp, ove p è l'esponente.
| Data di scoperta | Primo      | Cifre    |
| ---------------- | ---------- | -------- |
| 21 ottobre 2024  | M136279841 | 41024320 |
| 7 dicembre 2018  | M82589933  | 24862048 |
| 26 dicembre 2017 | M77232917  | 23249425 |
| 7 gennaio 2016   | M74207281  | 22338618 |
| 25 gennaio 2013  | M57885161  | 17425170 |
| 12 aprile 2009   | M42643801  | 12837064 |
| 6 settembre 2008 | M37156667  | 11185272 |
| 23 agosto 2008   | M43112609  | 12978189 |
| 4 settembre 2006 | M32582657  | 9808358  |
| 15 dicembre 2005 | M30402457  | 9152052  |
| 18 febbraio 2005 | M25964951  | 7816230  |
| 15 maggio 2004   | M24036583  | 7235733  |
| 17 novembre 2003 | M20996011  | 6320430  |
| 14 novembre 2001 | M13466917  | 4053946  |
| 1º giugno 1999   | M6972593   | 2098960  |
| 27 gennaio 1998  | M3021377   | 909526   |
| 24 agosto 1997   | M2976221   | 895932   |
| 13 novembre 1996 | M1398269   | 420921   |

M136279841 ha 41 024 320 cifre e a ottobre 2024 è il più grande numero primo conosciuto. Va tuttavia ricordato che è nota la possibilità di combinare numeri primi per trovarne altri maggiori.

## Software
Il software del progetto è disponibile in versioni precompilate dedicate per FreeBSD, Linux, macOS e Microsoft Windows, il più famoso prende il nome di Prime95 (molto usato anche per bench di stabilità per pc). Il progetto sviluppa circa 733.068 TeraFLOPS a ottobre 2019.

## Server
Il sofisticato server che assegna e memorizza tutti i dati provenienti dalle varie CPU di volontari sparsi per tutto il mondo ha il nome di PrimeNet v5.0; la versione precedente di tale server con cui ha avuto inizio l'intero progetto prendeva il nome di PrimeNet v4.0.

## Team
I team in GIMPS sono gruppi di più persone volontarie che si associano in quanto accomunate da stessi ideali o perché provenienti da una stessa regione geografica.
Ogni utente è libero di iscriversi o meno a un qualsiasi gruppo, anche se appartiene a regioni geografiche diverse.
Tra i vari team nasce una sorta di sfida e quotidianamente vengono stilate vere e proprie classifiche elencate in ordine di calcolo sviluppato (l'unità di comparazione è il GHz/day).